# Estiva (Minas Gerais)
Estiva é um município do estado de Minas Gerais.

## História
O município foi criado pela Lei Estadual nº 336, de 27 de dezembro de 1948, e instalado no dia 1 de janeiro de 1949.

## Geografia
O município está localizado no sul de Minas Gerais, em uma área de 243,872 km². O clima da região é tropical de altitude, caracterizado por verões quentes e úmidos e invernos secos e frios, com temperaturas que variam entre 7°C e 30°C ao longo do ano. O relevo de Estiva é predominantemente montanhoso, com colinas e vales que proporcionam belas paisagens naturais. A vegetação predominante inclui áreas de Mata Atlântica, que são compostas por uma densa floresta tropical com uma grande diversidade de espécies de plantas e animais.

## Economia
A economia de Estiva é fortemente baseada na agricultura, com destaque para a produção de morangos, leite e café. O município tem um PIB per capita de R$ 52.723,75, refletindo uma economia robusta para a região. Além da agricultura, o comércio local e o turismo também desempenham papéis significativos na economia da cidade.

## Educação
O sistema educacional de Estiva inclui diversas escolas de ensino fundamental e médio, com uma taxa de escolarização de 95,6% entre crianças de 6 a 14 anos. A cidade investe em programas educacionais para melhorar a qualidade do ensino e aumentar o acesso à educação.